# イトーヨーカドー新田店
イトーヨーカドー新田店（イトーヨーカドー しんでんてん）は、埼玉県草加市旭町六丁目に位置する、株式会社イトーヨーカ堂が運営するスーパーマーケットの店舗である。東武伊勢崎線「新田」駅から徒歩約5分の距離にある。

## 概要
イトーヨーカドー新田店は、1972年に営業開始した旧店舗が建て替えられ、2020年10月30日に新装開店した。新しい店舗は、売場面積2,221㎡の1階建ての食品スーパーとして運営されており、地域密着型の店舗運営を行っている。コロナ時代の新しい取り組みが多く行われている。

## 特徴
- マルシェゾーン: 草加市内の生産者から仕入れた新鮮な地場野菜や有機野菜、刺身や肉の盛り合わせなどを取り扱う。
- アウトレットコーナー: 初導入となるアウトレットコーナーを設置し、地域のニーズに応える。
- サニテーションカウンター: 店舗入口に手洗いや消毒ができるサニテーションカウンターを設置し、衛生管理に配慮。

## 営業時間・アクセス
- 営業時間: 10:00～21:00
- 住所: 埼玉県草加市旭町六丁目15-30
- 最寄駅: 東武伊勢崎線「新田」駅から徒歩約5分
- 電話番号: 048-943-0510

## 駐車場
- 駐車場台数: 81台（平面駐車場）
- 営業時間: 8:30～22:00

- 料金: 60分200円、1,000円以上の買い物で1時間無料サービスあり

## 歴史
イトーヨーカドー新田店は、2020年10月30日に新装開店した。新しい店舗は、地域ニーズに応える形で設計され、特に食品の鮮度や品質にこだわっている。